# Carles Giró i Vila
Carles Giró i Vila   (Barcelona, 25 d'agost de 1942), conegut al món de les curses com a Sicari Carlos, és un ex-pilot de motociclisme català que destacà en competicions estatals durant la dècada de 1960, especialment en pujades de muntanya però també en curses de velocitat, resistència i regularitat (l'antecessora de l'actual enduro, disciplina de què en fou un dels pioners a la península juntament amb la del motocròs).
Al llarg de la seva carrera, aconseguí un Campionat d'Espanya de Tot Terreny (1965, el primer que es disputà), dos de resistència (1964 i 1967, el darrer després de guanyar les 24 Hores de Montjuïc fent parella amb Luis Yglesias) i un de velocitat (1969). Tret del campionat de 1964, aconseguit amb una Montesa Impala, la resta els guanyà tots amb OSSA, marca amb els propietaris de la qual estava directament emparentat (és cosí d'Eduard Giró).
Carles Giró era un dels pocs pilots oficials que es disputaven la victòria a les abundants pujades de muntanya que s'organitzaven a començaments dels 60, en les quals destacava pel seu pilotatge, decidit i sovint allunyat de l'estil clàssic. En aquesta mena de curses, guanyà en nombroses ocasions amb les OSSA 175, 230 o 250 i a final dels 60, algun cop amb la Yankee 460. Té el rècord de victòries, entre d'altres, a la Pujada a Sant Feliu de Codines: quatre entre 1964 i 1971. Obtingué també moltes victòries en curses de velocitat amb l'OSSA 250, destacant-ne una de molt recordada al circuit occità de Pau.

## Resultats al Mundial de motociclisme[6]
| Any   | Categoria | Moto  | Curses | Victòries | Podi | Pole | Fast lap | Punts | Posició |
| ----- | --------- | ----- | ------ | --------- | ---- | ---- | -------- | ----- | ------- |
| 1967  | 250cc     | OSSA  | 1      | 0         | 0    | 0    | 0        | 1     | 21è     |
| 1968  | 50cc      | Derbi | 1      | 0         | 0    | 0    | 0        | 2     | 13è     |
| 1968  | 250cc     | OSSA  | 1      | 0         | 0    | 0    | 0        | 3     | 12è     |
| 1969  | 250cc     | OSSA  | 1      | 0         | 0    | 0    | 0        | 3     | 38è     |
| Total | Total     | Total | 4      | 0         | 0    | 0    | 0        | 9     |         |